# Пйонтково (Ґолюбсько-Добжинський повіт)
Пйонтково (пол. Piątkowo) — село в Польщі, у гміні Ковалево-Поморське Ґолюбсько-Добжинського повіту Куявсько-Поморського воєводства.
Населення — 361 особа (2011).
У 1975-1998 роках село належало до Торунського воєводства.

## Демографія
Демографічна структура станом на 31 березня 2011 року:
|          | Загалом | Допрацездатний вік | Працездатний вік | Постпрацездатний вік |
| -------- | ------- | ------------------ | ---------------- | -------------------- |
| Чоловіки | 166     | 33                 | 111              | 22                   |
| Жінки    | 195     | 45                 | 103              | 47                   |
| Разом    | 361     | 78                 | 214              | 69                   |